# Euphyia lithurga
Euphyia lithurga là một loài bướm đêm trong họ Geometridae.